# Ніч лагідних
Ніч лагідних (англ. Night of the Meek) — перший сегмент 13-го епізоду 1-го сезону телевізійного серіалу «Зона сутінків».

## Сюжет
Головний персонаж епізоду, Генрі Корвін, працює в крамниці, що належить підприємцю Данді, а також страждає від алкоголізму. В переддень Різдва Корвін не з'являється на роботі — в цей час він, вдягнений у костюм Санта-Клауса, відвідує бар, витрачаючи останні гроші на випивку. Витративши майже всі свої готівкові гроші на алкоголь, він помічає біля входу двох дітей, які дивляться на нього, сподіваючись отримати хоча б якісь подарунки. Вийшовши з бару, Корвін віддає цим дітям залишок грошей, випадково знайдений ним у гаманці. Після цього Корвін, будучи в нетверезому стані, приходить на роботу — крамниця Данді якраз готується до святкування Різдва — та сильно пошкоджує декорації, внаслідок чого отримує догану від власника. Пообіцявши, що жодна дитина, яка відвідає крамницю в Різдво, не залишиться без подарунків, Корвін покидає торговельний заклад.
Прийшовши додому, Генрі Корвін продовжує пиячити. Раптом він чує галас у себе під вікном — і, визирнувши у нього, помічає невелику групу дітей, що співають для нього різдвяну пісню. Маючи добру вдачу, Корвін щиро шкодує про те, що не може нічого подарувати цим дітям. В ці моменти починає проявлятися властивість, про яку він ще не здогадується — коли Корвін вголос промовляє бажання робити подарунки, вони автоматично з'являються в його мішку. Вперше він помітив це, вийшовши з власної домівки та випадково впустивши мішок на тротуар — з нього висипалися подарунки, яких до того там не було взагалі. Спочатку здивувавшись, а потім зрадівши, Корвін з мішком подарунків біжить навздогін дітлахам.
У різдвяну ніч Корвін, одягнений у костюм Санта-Клауса, приходить до крамниці Данді та починає вручати подарунки всім її відвідувачам. Данді в цей час починає підозрювати Корвіна у крадіжці товарів з крамниці та викликає поліцію. Полісмени заарештовують Санта-Клауса та вже ведуть його до виходу, однак в цей момент з мішка випадають чеки, які є доказом того, що всі речі є не вкраденими, а купленими. Це помічає один з відвідувачів та передає чеки співробітникам поліції, після чого останні відпускають Корвіна. Генрі Корвін остаточно переконує Данді в тому, що всі товари — не з його крамниці, та робить подарунок йому та його дружині. Повертаючись додому, Генрі Корвін щиро бажає робити людям подарунки кожної різдвяної ночі, після чого перетворюється вже у справжнього Санта-Клауса та відлітає до Лапландії.

## Ролі виконують
- Річард Малліган — Генрі Корвін
- Вільям Атертон — Данді
- Білл Гендерсон — полісмен
- Тедді Вілсон — Гендерсон
- Шелбі Ліврінгтон — мати хлопчика
- Джоан Берон — місіс Бічем
- Томас Даффі — бізнесмен
- Х'юго Стенджер — Добсон
- Чарльз Свейгарт — бармен
- Вейн Мортон — менеджер
- Монті Еш — літній чоловік
- Джеф Кобер — другий полісмен
- Патрісія Вілсон — жінка
- Вілсон Кемп — чоловік
- Бенджі Грегорі — хлопчик
- Пол Стаут — хлопчик-бейсболіст
- Джорджія Шмідт — дружина
- Мюріель Міно — мати маленької дівчинки
- Брайан Мюель — батько
- Торія Кросбі — маленька дівчинка
- Леренц Тейт — старший брат
- Гаррі Ґовернік — чоловік на дорозі
- Філліс Ерліх — телефоністка

## Цікаві факти
- Епізод не має оповіді ні на початку, ні в кінці.
- Назва епізоду взята з цитати з Євангелія від Матвія: «Блаженні лагідні, бо вони успадкують землю» (англ. Blessed are the meek, for they shall inherit the earth).
- Сценарій епізоду, написаний Рокне С. О'Бенноном, базується на оповіданні автора ідеї серіалу Рода Серлінга.

## Прем'єра
Прем'єра епізоду відбулась у Великій Британії 20 грудня 1985.